# Aero Pacífico
Pour les articles homonymes, voir Pacifico (homonymie).
Aeropacífico SA de CV est une compagnie aérienne régionale mexicaine fondée en 2000 et propose des vols réguliers et des vols charters dans le nord-ouest du Mexique.

## Destinations
- SJD Los Cabos

- CUU Chihuahua

- CUL Culiacán
- LMM Los Mochis

- HMO Hermosillo

## Flotte
La flotte Aeropacífico comprend 2 avions bimoteurs à turbopropulseurs d’une capacité de 19 passagers et de 2 équipages.
- 1 Let L-410
- 1 BAe Jetstream